# Lluís Escusa i Ferrer
Lluís Escusa i Ferrer (Barcelona, 30 de març del 1901 – L'Hospitalet de Llobregat, el 21 de desembre de 1961) va ser banquer, empresari i músic i compositor, ocasionalment amb el pseudònim Lescu.

## Biografia
Estudià a l'"Institut Mozart", amb el mestre Joan Farrarons i Graupera (violí) i amb la directora de la institució, Enriqueta Surroca i Rossell (piano i composició); més endavant (1926-1927) entrà a la junta de l'entitat. Amplià la seva formació a l'Escola Municipal de Música de Barcelona. S'especialitzà en música de ball i va ser un pianista i guitarrista competent. L'any 1923, en ocasió d'un viatge comercial als Estats Units, estudià la música negra del moment i, de tornada a Barcelona, fundà el conjunt Orquesta Jazz-Barcelona. Posteriorment també fundà els conjunts Jazz-Canigó i Armónic-Jazz, però la dedicació a la seva activitat professional, treballava al Banco de Vizcaya, va fer que deixés la música a banda. Com a compositor conreà una important varietat de gèneres: música per a piano, corda, coral, harmonitzacions de cançons populars i arranjaments de ballets per a cobla... Va ser autor d'una vintena de sardanes; la primera, Maria Neus, va ser estrenada el 1929 per la cobla Antiga Pep de Figueres a Sarrià - Sant Gervasi (Barcelona).
El seu nebot, Sebastià Figuerola i Escusa, va ser un compositor i publicista sardanista.

## Sardanes
- A les meves germanes (1948)
- Baixant per la riera del Canyet (1934)
- Camí de l'ideal (1933)
- Consol (1946), dedicat a la seva filla
- Cornellà (1947)
- Manso Quinzà (1933)
- Maria (1945), a la seva esposa
- Maria Neus (1929)
- Prat (1948)
- Tretze roses
- La Ventureta de la Selva del Camp (1947), dedicada a la seva mare

- Revesses: A l'estiu, tota cuca viu, Falòrnies